# Resultados do Carnaval de Magé
Esta e uma lista sobre resultados do Carnaval de Magé, sobre as escolas de samba e blocos carnavalescos. onde desfilam no centro desse município.

## 2012
| Escolas de Samba     | Escolas de Samba     | Escolas de Samba | Escolas de Samba | Escolas de Samba        | Escolas de Samba | Escolas de Samba | Escolas de Samba | Escolas de Samba | Escolas de Samba | Escolas de Samba | Escolas de Samba | Escolas de Samba | Escolas de Samba | Escolas de Samba | Escolas de Samba | Escolas de Samba | Escolas de Samba | Escolas de Samba | Escolas de Samba | Escolas de Samba | Escolas de Samba | Escolas de Samba | Escolas de Samba | Escolas de Samba | Escolas de Samba | Escolas de Samba | Escolas de Samba | Escolas de Samba | Escolas de Samba | Escolas de Samba | Escolas de Samba | Escolas de Samba | Escolas de Samba | Escolas de Samba | Escolas de Samba | Escolas de Samba | Escolas de Samba | Escolas de Samba | Escolas de Samba | Escolas de Samba | Escolas de Samba | Escolas de Samba | Escolas de Samba | Escolas de Samba | Escolas de Samba | Escolas de Samba | Escolas de Samba | Escolas de Samba | Escolas de Samba |
| #                    | Escola               | Pontos           | Ref.             | Acesso/Descenso         |                  |                  |                  |                  |                  |                  |                  |                  |                  |                  |                  |                  |                  |                  |                  |                  |                  |                  |                  |                  |                  |                  |                  |                  |                  |                  |                  |                  |                  |                  |                  |                  |                  |                  |                  |                  |                  |                  |                  |                  |                  |                  |                  |                  |                  |
| -------------------- | -------------------- | ---------------- | ---------------- | ----------------------- | ---------------- | ---------------- | ---------------- | ---------------- | ---------------- | ---------------- | ---------------- | ---------------- | ---------------- | ---------------- | ---------------- | ---------------- | ---------------- | ---------------- | ---------------- | ---------------- | ---------------- | ---------------- | ---------------- | ---------------- | ---------------- | ---------------- | ---------------- | ---------------- | ---------------- | ---------------- | ---------------- | ---------------- | ---------------- | ---------------- | ---------------- | ---------------- | ---------------- | ---------------- | ---------------- | ---------------- | ---------------- | ---------------- | ---------------- | ---------------- | ---------------- | ---------------- | ---------------- | ---------------- | ---------------- |
| 1                    | Flor de Magé         | 70               | [ 1 ]            | Campeã do carnaval 2012 |                  |                  |                  |                  |                  |                  |                  |                  |                  |                  |                  |                  |                  |                  |                  |                  |                  |                  |                  |                  |                  |                  |                  |                  |                  |                  |                  |                  |                  |                  |                  |                  |                  |                  |                  |                  |                  |                  |                  |                  |                  |                  |                  |                  |                  |
| 2                    | União do Canal       | 65,4             | [ 1 ]            |                         |                  |                  |                  |                  |                  |                  |                  |                  |                  |                  |                  |                  |                  |                  |                  |                  |                  |                  |                  |                  |                  |                  |                  |                  |                  |                  |                  |                  |                  |                  |                  |                  |                  |                  |                  |                  |                  |                  |                  |                  |                  |                  |                  |                  |                  |
| 3                    | Unidos do Mundo Novo | 63,3             | [ 1 ]            |                         |                  |                  |                  |                  |                  |                  |                  |                  |                  |                  |                  |                  |                  |                  |                  |                  |                  |                  |                  |                  |                  |                  |                  |                  |                  |                  |                  |                  |                  |                  |                  |                  |                  |                  |                  |                  |                  |                  |                  |                  |                  |                  |                  |                  |                  |
| Blocos Carnavalescos |                      |                  |                  |                         |                  |                  |                  |                  |                  |                  |                  |                  |                  |                  |                  |                  |                  |                  |                  |                  |                  |                  |                  |                  |                  |                  |                  |                  |                  |                  |                  |                  |                  |                  |                  |                  |                  |                  |                  |                  |                  |                  |                  |                  |                  |                  |                  |                  |                  |
| 1                    | Vila Nova            | 69,5             | [ 1 ]            | Campeã do carnaval 2012 |                  |                  |                  |                  |                  |                  |                  |                  |                  |                  |                  |                  |                  |                  |                  |                  |                  |                  |                  |                  |                  |                  |                  |                  |                  |                  |                  |                  |                  |                  |                  |                  |                  |                  |                  |                  |                  |                  |                  |                  |                  |                  |                  |                  |                  |
| 2                    | Unidos do Tiririca   | 69,4             | [ 1 ]            |                         |                  |                  |                  |                  |                  |                  |                  |                  |                  |                  |                  |                  |                  |                  |                  |                  |                  |                  |                  |                  |                  |                  |                  |                  |                  |                  |                  |                  |                  |                  |                  |                  |                  |                  |                  |                  |                  |                  |                  |                  |                  |                  |                  |                  |                  |

## 2013
| Escolas de Samba     | Escolas de Samba     | Escolas de Samba | Escolas de Samba        | Escolas de Samba | Escolas de Samba | Escolas de Samba | Escolas de Samba | Escolas de Samba | Escolas de Samba | Escolas de Samba | Escolas de Samba | Escolas de Samba | Escolas de Samba | Escolas de Samba | Escolas de Samba | Escolas de Samba | Escolas de Samba | Escolas de Samba | Escolas de Samba | Escolas de Samba | Escolas de Samba | Escolas de Samba | Escolas de Samba | Escolas de Samba | Escolas de Samba | Escolas de Samba | Escolas de Samba | Escolas de Samba | Escolas de Samba | Escolas de Samba | Escolas de Samba | Escolas de Samba | Escolas de Samba | Escolas de Samba | Escolas de Samba | Escolas de Samba | Escolas de Samba | Escolas de Samba | Escolas de Samba | Escolas de Samba | Escolas de Samba | Escolas de Samba | Escolas de Samba | Escolas de Samba | Escolas de Samba | Escolas de Samba | Escolas de Samba | Escolas de Samba | Escolas de Samba |
| #                    | Escola               | Ref.             | Acesso/Descenso         |                  |                  |                  |                  |                  |                  |                  |                  |                  |                  |                  |                  |                  |                  |                  |                  |                  |                  |                  |                  |                  |                  |                  |                  |                  |                  |                  |                  |                  |                  |                  |                  |                  |                  |                  |                  |                  |                  |                  |                  |                  |                  |                  |                  |                  |                  |
| -------------------- | -------------------- | ---------------- | ----------------------- | ---------------- | ---------------- | ---------------- | ---------------- | ---------------- | ---------------- | ---------------- | ---------------- | ---------------- | ---------------- | ---------------- | ---------------- | ---------------- | ---------------- | ---------------- | ---------------- | ---------------- | ---------------- | ---------------- | ---------------- | ---------------- | ---------------- | ---------------- | ---------------- | ---------------- | ---------------- | ---------------- | ---------------- | ---------------- | ---------------- | ---------------- | ---------------- | ---------------- | ---------------- | ---------------- | ---------------- | ---------------- | ---------------- | ---------------- | ---------------- | ---------------- | ---------------- | ---------------- | ---------------- | ---------------- | ---------------- |
| 1                    | Flor de Magé         | [ 2 ]            | Campeã do carnaval 2013 |                  |                  |                  |                  |                  |                  |                  |                  |                  |                  |                  |                  |                  |                  |                  |                  |                  |                  |                  |                  |                  |                  |                  |                  |                  |                  |                  |                  |                  |                  |                  |                  |                  |                  |                  |                  |                  |                  |                  |                  |                  |                  |                  |                  |                  |                  |
| 2                    | Unidos do Mundo Novo | [ 2 ]            |                         |                  |                  |                  |                  |                  |                  |                  |                  |                  |                  |                  |                  |                  |                  |                  |                  |                  |                  |                  |                  |                  |                  |                  |                  |                  |                  |                  |                  |                  |                  |                  |                  |                  |                  |                  |                  |                  |                  |                  |                  |                  |                  |                  |                  |                  |                  |
| 3                    | União do Canal       | [ 2 ]            |                         |                  |                  |                  |                  |                  |                  |                  |                  |                  |                  |                  |                  |                  |                  |                  |                  |                  |                  |                  |                  |                  |                  |                  |                  |                  |                  |                  |                  |                  |                  |                  |                  |                  |                  |                  |                  |                  |                  |                  |                  |                  |                  |                  |                  |                  |                  |
| Blocos Carnavalescos |                      |                  |                         |                  |                  |                  |                  |                  |                  |                  |                  |                  |                  |                  |                  |                  |                  |                  |                  |                  |                  |                  |                  |                  |                  |                  |                  |                  |                  |                  |                  |                  |                  |                  |                  |                  |                  |                  |                  |                  |                  |                  |                  |                  |                  |                  |                  |                  |                  |
| 1                    | Vila Nova            | [ 2 ]            | Campeã do carnaval 2013 |                  |                  |                  |                  |                  |                  |                  |                  |                  |                  |                  |                  |                  |                  |                  |                  |                  |                  |                  |                  |                  |                  |                  |                  |                  |                  |                  |                  |                  |                  |                  |                  |                  |                  |                  |                  |                  |                  |                  |                  |                  |                  |                  |                  |                  |                  |
| 2                    | Butantã              | [ 2 ]            |                         |                  |                  |                  |                  |                  |                  |                  |                  |                  |                  |                  |                  |                  |                  |                  |                  |                  |                  |                  |                  |                  |                  |                  |                  |                  |                  |                  |                  |                  |                  |                  |                  |                  |                  |                  |                  |                  |                  |                  |                  |                  |                  |                  |                  |                  |                  |
| 3                    | Tiririca             | [ 2 ]            |                         |                  |                  |                  |                  |                  |                  |                  |                  |                  |                  |                  |                  |                  |                  |                  |                  |                  |                  |                  |                  |                  |                  |                  |                  |                  |                  |                  |                  |                  |                  |                  |                  |                  |                  |                  |                  |                  |                  |                  |                  |                  |                  |                  |                  |                  |                  |
| 4                    | Comendador           | [ 2 ]            |                         |                  |                  |                  |                  |                  |                  |                  |                  |                  |                  |                  |                  |                  |                  |                  |                  |                  |                  |                  |                  |                  |                  |                  |                  |                  |                  |                  |                  |                  |                  |                  |                  |                  |                  |                  |                  |                  |                  |                  |                  |                  |                  |                  |                  |                  |                  |
| 5                    | Capop                | [ 2 ]            |                         |                  |                  |                  |                  |                  |                  |                  |                  |                  |                  |                  |                  |                  |                  |                  |                  |                  |                  |                  |                  |                  |                  |                  |                  |                  |                  |                  |                  |                  |                  |                  |                  |                  |                  |                  |                  |                  |                  |                  |                  |                  |                  |                  |                  |                  |                  |
| 6                    | Imperador            | [ 2 ]            |                         |                  |                  |                  |                  |                  |                  |                  |                  |                  |                  |                  |                  |                  |                  |                  |                  |                  |                  |                  |                  |                  |                  |                  |                  |                  |                  |                  |                  |                  |                  |                  |                  |                  |                  |                  |                  |                  |                  |                  |                  |                  |                  |                  |                  |                  |                  |
| 7                    | Unidos da Barbuda    | [ 2 ]            |                         |                  |                  |                  |                  |                  |                  |                  |                  |                  |                  |                  |                  |                  |                  |                  |                  |                  |                  |                  |                  |                  |                  |                  |                  |                  |                  |                  |                  |                  |                  |                  |                  |                  |                  |                  |                  |                  |                  |                  |                  |                  |                  |                  |                  |                  |                  |